# Foehn
« Föhn » redirige ici. Pour les autres significations, voir Föhn (homonymie).
Ne doit pas être confondu avec Effet de foehn.
Pour le foehn (sèche-cheveux), voir Sèche-cheveux.

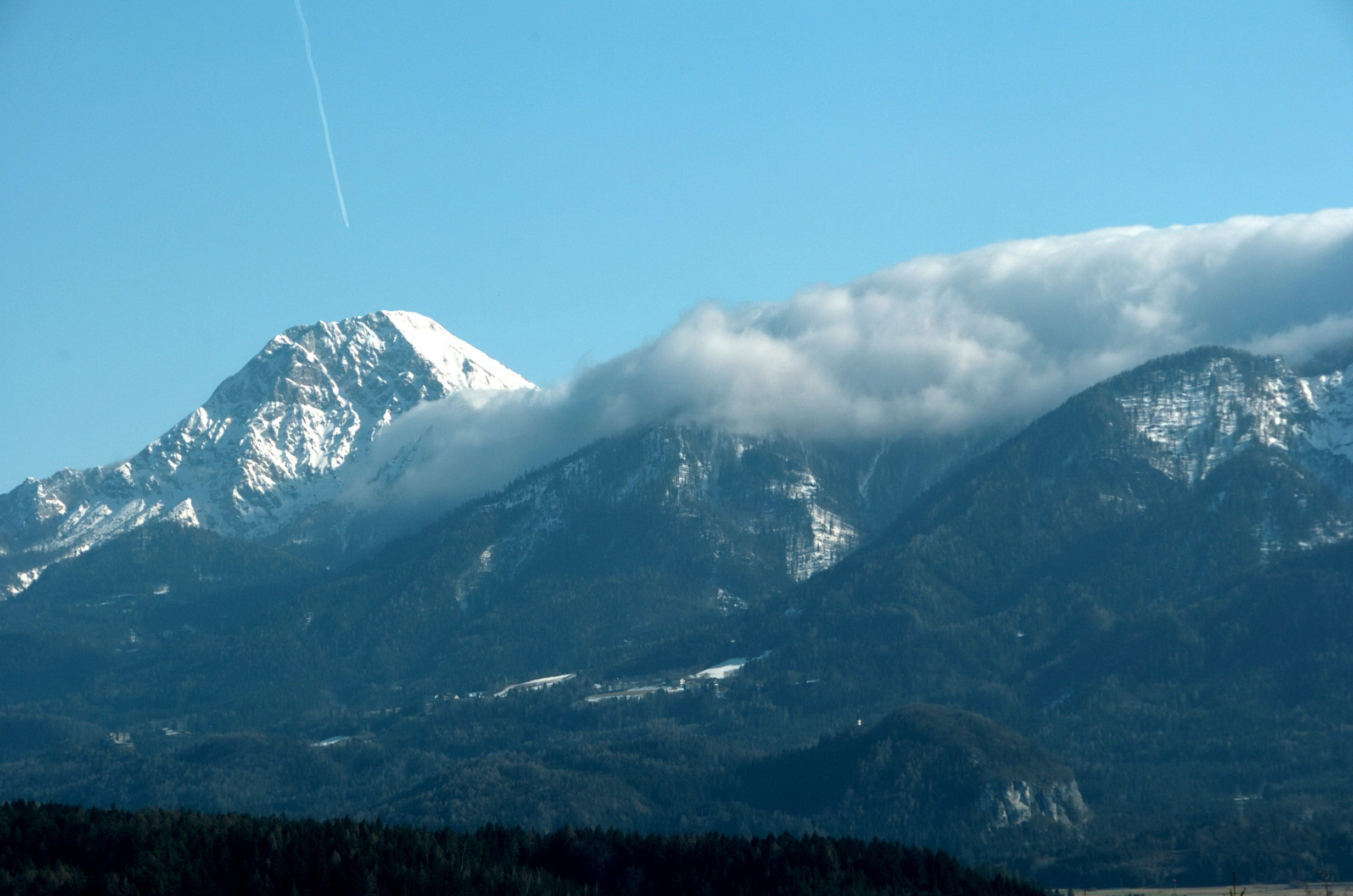
Nuages lors d'un jauk (foehn du sud) au-dessus des Karavanke de Carinthie.

Le foehn, fœhn ou föhn (prononcé /føn/ ; du suisse-allemand Föhn, prononcé /føːn/), est un vent sec et chaud de secteur sud, qui souffle en général en automne et à la fin de l'hiver / début du printemps, au nord des Alpes, en France, en Italie, en Suisse et en Autriche. Le mot « foehn » est aussi utilisé, par extension, pour désigner tous les vents secs et chauds issus de l'effet de foehn dans les montagnes. Ainsi, dans le Tessin, le vent du nord est appelé foehn du nord.

## Origine du mot
Le mot « foehn » provient du suisse-allemand Föhn (prononcé /føːn/) et trouve son origine dans les Alpes. Föhn vient du latin favōnius (« vent doux »),, et fut adopté par les dialectes allemands alpins, certainement via l'ancêtre du romanche (qui dit aujourd'hui favuogn, fuogn, ou favugn). Le foehn est donc, à l'origine, un vent de la région des Alpes germanophones. Par analogie, le mot « foehn » est également utilisé dans certaines régions francophones, comme la Suisse, la Vallée d'Aoste ou l'Alsace, pour désigner le sèche-cheveux, par calque de l'allemand.

### Orthographe
En français, on peut, selon les dictionnaires, écrire ‹ foehn ›,, ‹ fœhn › (transcription de l'Umlaut allemand) ou bien ‹ föhn ›,.

## Principe

### Historique
Jusqu'au XIXe siècle, le mécanisme du foehn n'était pas compris. La phénoménologie était connue et, par exemple, la tempête du 23 septembre 1866 a été étudiée en détail. Toutefois, de nombreux auteurs pensaient que le foehn était un vent provenant du Sahara, et était donc naturellement chaud. Déjà en 1742, les auteurs italiens avaient remarqué qu'au nord de l'Italie mais au sud des Alpes le sirocco était un vent douçâtre et gorgé d'humidité, mais ils ne comprenaient pas qu’un vent douçâtre et humide pût se transformer dans les vallées nord en un vent chaud et sec en passant les Alpes. Dufour ne comprenait pas ce phénomène et publia une monographie en 1868, discutant la tempête de 1866, où il tenta d'interpréter ledit phénomène. Toutefois, en octobre 1866 (donc deux ans auparavant), Julius von Hann avait publié une interprétation à peu près correcte de l'effet de foehn,.

### Conditions météorologiques
Au nord de l'arc alpin, le foehn souffle du Sud, et est souvent associé à la circulation d'air mise en place par un système de basses pressions sur les Îles Britanniques et le Nord de la France (loi de Buys-Ballot). Dans la plaine du Pô et sur le versant sud des Alpes, le flux d'air est chargé d'humidité du fait de son passage au-dessus de la mer Méditerranée. 
Par forçage mécanique, l'air humide s'élève en franchissant les Alpes et refroidit avec la température : si l'air est saturé en humidité, la vapeur d'eau se condense et cause des précipitations abondantes sur le versant sud. Si la masse d'air est stable, un flux d'air descendant se met en place du côté nord des crêtes des Alpes et empêche la formation de nuages, formant parfois un mur de foehn au niveau des crêtes.
Les vallées et le piémont sous le vent de ces crêtes subissent alors une descente d'air d'altitude, chaud et sec. Ce courant descendant inhibe la formation de nuages sur quelques kilomètres à quelques dizaines de kilomètres en aval de la ligne de crête et amène un temps ensoleillé, ou du moins dégagé à basse et moyenne altitude.

### Effets sur la température

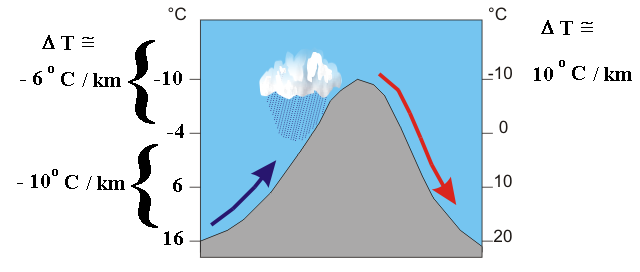
Variation de la température en amont et en aval de l'obstacle.

La température de l'air évolue selon l'altitude. Aux moyennes latitudes, le gradient de température moyen selon l'altitude est de l'ordre de 7 K/km. Cependant, la température de l'air saturé en humidité évolue suivant le gradient adiabatique humide, qui est de l'ordre de 6 K/km d'altitude, tandis que celle de l'air sec évolue selon le gradient adiabatique sec qui est proche de 9,75 K/km d'altitude. De manière moins formelle, ceci exprime que la température d'une particule d'air saturé en humidité s'élevant adiabatiquement voit sa température diminuer d'environ 6 °C par kilomètre d'altitude, tandis que celle d'une parcelle d'air sec descendant adiabatiquement s'élève d'environ 10 °C par kilomètre d'altitude. Ce qui signifie qu'à altitude égale, l'air sec descendant le versant nord des Alpes sera plus chaud que l'air humide qui a gravi leur versant sud. 
Les sommets alpins au nord de Milan sont à environ 3 500 mètres d'altitude. On suppose que la base de la couche nuageuse est à 1 000 mètres d'altitude. Donc, dans les vallées nord, le réchauffement ΔT à 1 000 mètres va être :
{\displaystyle \Delta T=(3,500-1,000)\times (9,75-6,0)=9,4K}
Le vent de foehn peut faire localement monter la température de plus de 10 °C sur un intervalle de quelques minutes, et, en montagne, cette élévation de température peut entraîner une disparition rapide du manteau neigeux en plusieurs heures par fonte, voire par sublimation.
Les 7 et 8 novembre 1982, un épisode dit centennal se produisit au nord de la Suisse. Les rafales de vent atteignirent 80 nœuds sur le Jungfraujoch et 108 nœuds à la forteresse de Gütsch. Le gradient de pression était de 18 hPa entre le nord des Alpes et leur sud. Une dépression s'était formée en altitude et un régime de vent du sud s'était établi. La température était de 2 °C dans la plaine du Pô alors qu'elle atteignit 20 °C à Zurich.

### Ondes orographiques
Au nord de la chaîne alpine, il se forme des ondes orographiques, et il se forme donc des rotors qui peuvent être extrêmement violents. Un rotor peut provoquer des rafales de vent violentes suivies d'un calme plat, à brefs intervalles, qui donnent un effet similaire au phénomène de Loewe, mais avec un mécanisme différent. De plus, l'air est accéléré dans les vallées par effet Venturi, et des vents ayant la force d'ouragan (soit 118 km/h ou plus) ont été enregistrés. Ainsi, des vents de 130 km/h avec des pointes à 200 km/h ont été mesurés.

### Évolution générale du temps
Comme il a été dit plus haut, le foehn est associé à un système dépressionnaire et donc à une perturbation se déplaçant d'ouest en est. Le ciel peut être d'un bleu profond seulement agrémenté de quelques nuages lenticulaires. Par vent modéré, les conditions météorologiques semblent être du grand beau temps chaud. Toutefois, ces conditions sont trompeuses, et lorsque le vent cessera de souffler les conditions vont se dégrader en laissant place à un temps instable à la suite du passage d'un front froid.
De plus, comme l'air est renouvelé et comprimé en permanence, un régime de foehn se traduit par des nuits beaucoup plus chaudes qu'à l'accoutumée, le réchauffement de l'air étant lié à un phénomène mécanique. Ainsi, le 23 septembre 2013, la température est restée au-dessus de 24 °C durant la nuit entière à Schattendorf et Altdorf, et ce par une nuit d'automne en montagne.

## Effets

### Effets sur les biens
Il arrive que des forêts soient dévastées et que des toits soient arrachés. Le foehn peut aussi provoquer des coupures d'électricité en détruisant les lignes d'alimentation électrique.
Dans les Pyrénées Atlantiques, les dégâts provoqués par le foehn sont parfois importants, comme cette tempête de foehn Barbara en septembre 2020 et ses rafales à 210 km/h enregistrées du côté de La Pierre Saint-Martin (64).

### Effets sur les personnes
Une étude de l'université Louis-et-Maximilien de Munich a trouvé une augmentation de 10 % des suicides et accidents lors d'épisodes de foehn en Europe. La mythologie populaire associe également diverses affections allant de la migraine à la psychose. Celui qui commet un crime passionnel un jour de foehn en Bavière bénéficiera de circonstances atténuantes, dit-on... Cependant, ces croyances ne sont qu'anecdotiques. Ainsi, un dicton paysan allemand dit : « Kriegt der Knecht vom Föhn einen Wahn, schlachtet er den Wetterhahn » (« Un valet d'étable rendu fou par le foehn ira tuer le coq-girouette. »).